# Kuma Kuma Kuma Bear
Kuma Kuma Kuma Bear (くまクマ熊ベアー Kuma Kuma Kuma Beā?) es una serie de novelas ligeras japonesas escritas por Kumanano e ilustradas por 029. Comenzó su serialización en el sitio web Shōsetsuka ni Narō en octubre de 2014, pero fue adquirida por Shufu to Seikatsu Sha que publicó el primer volumen el 29 de mayo de 2015 bajo su sello PASH! Books. Una adaptación al manga con arte de Sergei comenzó a publicarse en el sitio web Comic PASH! el 28 de abril de 2018, siendo recopilada en trece volúmenes tankōbon.
Una adaptación a serie de anime producida por EMT Squared fue anunciada en el tomo 14 de la novela ligera. Una segunda temporada del anime se estrenó en abril de 2023.

## Argumento
Yuna, de quince años, prefiere quedarse en casa y jugar obsesivamente a World Fantasy Online, su juego VRMMORPG favorito a hacer cualquier otra cosa, incluso ir a la escuela. Cuando una nueva actualización extraña le da un atuendo de oso único en su tipo que viene con habilidades dominadas, Yuna se desgarra: el atuendo es insoportablemente lindo, pero demasiado vergonzoso para usar en el juego. Pero luego, de repente, se ve transportada al mundo del juego, enfrentando monstruos y magia de verdad, y el traje de oso se convierte en su mejor arma.

## Personajes
Yuna (ユナ?)
 Seiyū: Maki Kawase
Es una joven de 15 años que vive sola. Dadas sus finanzas, decidió retirarse socialmente a los 12 años para jugar World Fantasy Online tanto como fuera posible. Decide disfrutar de su nueva vida en otro mundo ya que no tenía ningún motivo para volver a su mundo original.
Fina (フィナ?)
 Seiyū: Azumi Waki
Es una niña de 10 años y residente del pueblo de Crimonia. Habiéndose visto obligada a cuidar de la familia desde muy joven, es muy responsable y madura. Como señalaron su madre y Yuna, Fina tiene una mentalidad inusual para una niña de 10 años. Conoció a Yuna después de rescatarla de los lobos y luego se convirtió en su compañera (ya que Yuna tiene miedo de cosechar sus presas).
Noire Foschurose (ノアール・フォシュローゼ Noāru Foshurōze?)
 Seiyū: Rina Hidaka
Noire es una niña de 10 años y noble que reside en el pueblo de Crimonia. Tiene una hermana mayor llamada Shia y ella ama a los osos de Yuna más que a nada. Su apodo es "Noa".
Shuri (シュリ?)
 Seiyū: Miyu Tomita
Es la hermana menor de Fina e hija de Telmina.
Misana Farrengram (ミサーナ・ファーレングラム Misāna Fārenguramu?)
 Seiyū: Satomi Amano
Es la nieta de Gran Farrengram. Su apodo es "Misa".
Shia Foschurose (シア・フォシュローゼ Shia Foshurōze?)
 Seiyū: Inori Minase
Es una joven de 15 años que es la hermana mayor de Noire e hija de Cliff y Eleanora. Actualmente vive junto con su madre en la Capital Real y asiste a la Academia Real, mientras que su hermana y su padre viven juntos en Crimonia.
Cliff Foschurose (クリフ・フォシュローゼ Kurifu Foshurōze?)
 Seiyū: Kōji Yusa
El señor feudal de Crimonia. Él es, según Yuna, un señor que cuida bien a todos en su dominio, incluido el orfanato. Incluso despidió a uno de sus ayudantes por malversar los fondos del orfanato.
Gentz (ゲンツ Gentsu?)
 Seiyū: Satoshi Tsuruoka
Es miembro del personal de Guild y residente de Crimonia. Más tarde se convierte en el padrastro de Fina y Shuri. En sus días de aventuras, perteneció al grupo de Telmina y Roy.
Kumakyū (くまきゅう?)
 Seiyū: Yūko Kurose
Bestia convocada por Yuna junto con Kumayuru. Es el blanco de los osos que ella convoca.
Kumayuru (くまゆる?)
 Seiyū: Emi Miyamima
Bestia convocada por Yuna junto con Kumakyū. Es el negro de los osos que ella convoca.
Telmina (ティルミナ Teiramina?)
 Seiyū: Yume Miyamoto
La madre de Fina y Shuri y residente de Crimonia. Es una figura cariñosa y maternal y ha vivido en la pobreza durante muchos años. Ella tiene un gran amor por su familia y su benefactor Yuna y se siente eternamente agradecida con ella. Más tarde se convierte en la representante comercial del orfanato.
Lala (ララ Rara?)
 Seiyū: Saki Ichimura
Una sirvienta que vive en la residencia Foschurose.
Eleanora Foschurose (エレノラ・フォシュローズ Erenora Foshurōzu?)
 Seiyū: Yuiko Tatsumi
Una noble de 33 años que reside en la capital real, madre de Noire y Shia y esposa de Cliff. Actualmente vive en la Capital Real con Shia, trabajando como asesora del Rey; mientras Noire y Cliff viven juntos en Crimonia. A pesar de que tiene poco más de treinta años, Yuna la describe como alguien que solo parece estar en sus veinte. Aparte de eso, Eleanora es famosa por su belleza.
Roy (ロイ Roi?)
El esposo fallecido de Telmina. Gentz, Telmina y él estaban en el mismo grupo de aventureros antes de que él y Telmina se casaran.
Sanya (サーニャ Sānya?)
 Seiyū: Lynn (actriz de voz)
Es la maestra del gremio de aventureros que reside en la Capital Real. Ella es un elfo y tiene una hermana pequeña llamada Ruimin y un hermano pequeño llamado Luca.
Atla (アトラ Atora?)
 Seiyū: Kana Asumi
La maestra del gremio de aventureros en Millela.
Flora (フローラ Furōra?)
 Seiyū: Hina Kino
Flora es la princesa del reino.
Bō (ボー?)
 Seiyū: Akemi Okamura
Es la directora del orfanato de Crimonia.
Liz (リズ Rizu?)
 Seiyū: Sora Tokui
Es la profesora e instructora de los niños del orfanato de Crimonia.
Rondo (ロンド?)
 Seiyū: Hiromichi Tezuka
El mayordomo de la residencia Foschurose.

## Contenido de la obra

### Novela ligera

#### Lista de volúmenes
| N.º  | Fecha de lanzamiento     | ISBN original          |
| ---- | ------------------------ | ---------------------- |
| 1    | 29 de mayo de 2015       | ISBN 978-4-391-14691-2 |
| 2    | 27 de noviembre de 2015  | ISBN 978-4-391-14755-1 |
| 3    | 25 de marzo de 2016      | ISBN 978-4-391-14810-7 |
| 4    | 29 de julio de 2016      | ISBN 978-4-391-14811-4 |
| 5    | 25 de noviembre de 2016  | ISBN 978-4-391-14812-1 |
| 6    | 31 de marzo de 2017      | ISBN 978-4-391-14947-0 |
| 7    | 28 de julio de 2017      | ISBN 978-4-391-14948-7 |
| 8    | 22 de diciembre de 2017  | ISBN 978-4-391-14949-4 |
| 9    | 30 de marzo de 2018      | ISBN 978-4-391-15144-2 |
| 10   | 27 de julio de 2018      | ISBN 978-4-391-15145-9 |
| 11   | 30 de noviembre de 2018  | ISBN 978-4-391-15146-6 |
| 11.5 | 25 de enero de 2019      | ISBN 978-4-391-15278-4 |
| 12   | 26 de abril de 2019      | ISBN 978-4-391-15291-3 |
| 13   | 30 de agosto de 2019     | ISBN 978-4-391-15292-0 |
| 14   | 7 de enero de 2020       | ISBN 978-4-391-15293-7 |
| 15   | 22 de mayo de 2020       | ISBN 978-4-391-15438-2 |
| 16   | 25 de septiembre de 2020 | ISBN 978-4-391-15437-5 |
| 17   | 16 de abril de 2021      | ISBN 978-4-391-15436-8 |
| 18   | 25 de diciembre de 2021  | ISBN 978-4-391-15701-7 |
| 19   | 7 de octubre de 2022     | ISBN 978-4-391-15785-7 |
| 20   | 4 de agosto de 2023      | ISBN 978-4-391-15978-3 |
| 20.5 | 30 de abril de 2024      | ISBN 978-4-391-16208-0 |
| 21   | 7 de febrero de 2025     | ISBN 978-4-391-16328-5 |

### Manga

#### Lista de volúmenes
| N.º | Fecha de lanzamiento     | ISBN original          |
| --- | ------------------------ | ---------------------- |
| 1   | 27 de julio de 2018      | ISBN 978-4-391-15218-0 |
| 2   | 22 de febrero de 2019    | ISBN 978-4-391-15289-0 |
| 3   | 30 de agosto de 2019     | ISBN 978-4-391-15290-6 |
| 4   | 27 de marzo de 2020      | ISBN 978-4-391-15435-1 |
| 5   | 25 de septiembre de 2020 | ISBN 978-4-391-15434-4 |
| 6   | 7 de mayo de 2021        | ISBN 978-4-39-115611-9 |
| 7   | 5 de noviembre de 2021   | ISBN 978-4-391-15613-3 |
| 8   | 17 de junio de 2022      | ISBN 978-4-391-15776-5 |
| 9   | 4 de noviembre de 2022   | ISBN 978-4-391-15892-2 |
| 10  | 2 de mayo de 2023        | ISBN 978-4-391-15979-0 |
| 11  | 1 de diciembre de 2023   | ISBN 978-4-391-16131-1 |
| 12  | 2 de agosto de 2024      | ISBN 978-4-391-16329-2 |
| 13  | 6 de junio de 2025       | ISBN 978-4-391-16474-9 |

### Anime
En enero de 2020, se anunció una adaptación de serie de televisión de anime en el decimocuarto volumen de la novela ligera. La serie fue animada por EMT Squared y dirigida por Yuu Nobuta, con Takashi Aoshima a cargo de la composición de la serie, Yuki Nakano diseñando los personajes y Shigeo Komori componiendo la música. Hisashii Ishii se desempeñó como director de la serie. La serie tuvo 12 episodios del 7 de octubre al 23 de diciembre de 2020 en AT-X y otras redes. Azumi Waki interpretó el tema de apertura "Itsuka no Kioku". Maki Kawase interpretó el primer tema final "Ano ne". de los episodios 2 a 11, mientras que Kawase y Waki también interpretaron el segundo tema final "Ano ne. -loved ones ver.-" (あのね。-loved ones ver.-, "You Know What. -loved ones ver.-") para el episodio 12.
Funimation adquirió la serie y la transmitió en su sitio web en América del Norte y las islas británicas. El 19 de enero de 2021, Funimation anunció que la serie recibiría un doblaje en inglés, que se estrenó al día siguiente. Tras la adquisición de Crunchyroll por parte de Sony, la serie se trasladó a Crunchyroll obteniendo la licencia de la serie fuera de Asia.
El 23 de diciembre de 2020, cuando se emitió el final de la primera temporada, se anunció la producción de una segunda temporada. El elenco principal y el personal regresan de la primera temporada bajo el hombre de "Kuma Kuma Kuma Bear Punch!", la temporada se estrenará en abril de 2023.